# أسبطر
أسبطر قرية صحراوية صغيرة تابعة لمحافظة الشملي في منطقة حائل، في شمال وسط المملكة العربية السعودية. تقع على الطريق الواصل بين حائل والعلا، وتبعد عن حائل 160 كم وعن المدينة المنورة 390 كم وعن العلا 260 كم.